# Luis Da Silva Jr.
Luis Fernando Da Silva Jr., noto anche con lo pseudonimo di Trikz (Elizabeth, 13 agosto 1982), è un cestista e attore statunitense.

## Carriera

### Carriera sportiva
Nel 2001 di Da Silva è stato il primo atleta di streetball a firmare un contratto pubblicitario con Nike. Nel 2001 si è esibito con Alicia Keys al Niketown di New York City mentre promuoveva la famosa campagna Nike. Successivamente è stato menzionato nella divisione principale di Scoop Jackson, intitolata Sole Provider, che ha riconosciuto il meglio della cronaca di 35 anni di Nike. Nel 2003, è stato il giocatore più giovane a firmare per la squadra di basket dell'Harlem Wizards Show.
Nel 2005 Midway Games ha offerto a Da Silva un ruolo guida nel videogioco, L.A. Rush, che ha venduto 1 milione di unità a livello internazionale. Con la stessa compagnia eseguì l'acquisizione del movimento dei videogiochi per NBA Ballers, NBA Ballers: Phenom, NBA Ballers: Chosen One, NBA 2K8, NBA 2K9 e AND 1 Streetball. È apparso sulle riviste SLAM e DIME, sulla prima pagina del The Wall Street Journal e sulla copertina di TIME all'estero.
Nel 2006, Stephon Marbury e la Steve & Barry's annunciarono che Da Silva sarebbe partito per lo Starbury SLAM Tour, con la prima di molte apparizioni nei negozi e nelle scuole di Steve & Barry in 120 città in 60 giorni per esibirsi nel suo stile unico di hip hop. magie del basket a tema davanti a bambini e genitori. Andy Todd, presidente di Steve & Barry's, ha dichiarato: "Trikz non è solo un artista fenomenale; è anche una persona fenomenale che i bambini si divertiranno a vedere e ascoltare".
Nel 2007, realizzò il suo sogno d'infanzia partecipando a un mini-camp degli Harlem Globetrotters a Houston, in Texas, e due giorni dopo l'inizio del campo gli è stato offerto un contratto per unirsi alla squadra.
Nel 2008, i Maryland Nighthawks annunciarono di aver selezionato Da Silva con la 14a scelta assoluta come parte del loro "Travel team".
Nel 2009, ha raggiunto l'obiettivo di stabilire un Guinness World Record di 24 prese al collo consecutive di un pallone da basket. Nello stesso anno, è diventata la persona più giovane mai inserita nella City of Elizabeth Athletic Hall of Fame.

### Carriera cinematografica
Ha debuttato come interprete in film come Il buio nell'anima e Pride and Glory - Il prezzo dell'onore negli anni 2000. 
Ha prodotto e diretto un DVD didattico intitolato Freestyle 101, che è stato creato in un'applicazione Apple disponibile su iTunes e Apple Store. Questo DVD è un tutorial sullo streetball dedicato a ispirare bambini, adolescenti e adulti a usare il basket in modo creativo e stimolante per la forma fisica.
Nel 2011 interpreta Diogo nel film Fast & Furious 5, ruolo che ha ripreso in Fast X nel 2023. È apparso anche nella commedia del 2012 21 Jump Street, ottenendo una crescente visibilità. Nel 2013 recita nel film Dead Man Down - Il sapore della vendetta, nel ruolo del braccio destro di Terry. Nello stesso anno ha avuto un ruolo anche in Corpi da reato con Sandra Bullock e Melissa McCarthy.

## Filmografia parziale

### Cinema
- Il buio nell'anima (The Brave One), regia di Neil Jordan (2007)
- Pride and Glory - Il prezzo dell'onore (Pride and Glory), regia di Gavin O'Connor (2008)
- Fast & Furious 5 (Fast Five), regia di Justin Lin (2011)
- Gli occhi del dragone (Dragon Eyes), regia di John Hyams (2012)
- 21 Jump Street, regia di Chris Miller e Phil Lord (2012)
- The Baytown Outlaws - I fuorilegge (The Baytown Outlaws), regia di Barry Battles (2012)
- Dead Man Down - Il sapore della vendetta (Dead Man Down), regia di Niels Arden Oplev (2013)
- Corpi da reato (The Heat), regia di Paul Feig (2013)
- American Heist, regia di Sarik Andreasyan (2014)
- Mr. Right, regia di Paul Cabezas (2015)
- Kickboxer - La vendetta del guerriero (Kickboxer: Vengeance), regia di John Stockwell (2016)
- Codice 999 (Triple 9), regia di John Hillcoat (2016)
- Io sono vendetta - I Am Wrath (I Am Wrath), regia di Chuck Russell (2016)
- Paterson, regia di Jim Jarmusch (2016)
- Speed Kills, regia di Jodi Scurfield (2018)
- Gotti - Il primo padrino (Gotti), regia di Kevin Connolly (2018)
- Trading Paint - Oltre la leggenda (Trading Paint), regia di Karzan Kader (2018)
- Fast X, regia di Louis Leterrier (2023)

### Televisione
- Law & Order: Criminal Intent – serie TV, un episodio (2004)
- Mercy – serie TV, un episodio (2010)
- Burn Notice - Duro a morire (Burn Notice) – serie TV, 3 episodi (2010)
- Treme – serie TV, un episodio (2011)
- Body of Proof – serie TV, un episodio (2013)
- Power – serie TV, 2 episodi (2015-2016)

## Doppiatori italiani
Nelle versioni in italiano delle opere in cui ha recitato, Luis Da Silva Jr è stato doppiato da:
- Francesco Meoni in Codice 999, Io sono vendetta - I Am Wrath
- Lorenzo Scattorin in Law & Order: Criminal Intent
- Francesco Bulckaen ne Il buio nell'anima
- Corrado Conforti in Fast & Furious 5
- Daniele Di Matteo in American Heist
- Christian Iansante in Paterson
- Gianluca Cortesi in Fast X
- Alberto Bognanni in Cash Out 2